# Union Star
Union Star és una població dels Estats Units a l'estat de Missouri. Segons el cens del 2000 tenia 433 habitants.

## Demografia
Segons el cens del 2000, Union Star tenia 433 habitants, 183 habitatges, i 107 famílies. La densitat de població era de 643 habitants per km².
Dels 183 habitatges en un 33,9% hi vivien nens de menys de 18 anys, en un 50,8% hi vivien parelles casades, en un 7,1% dones solteres, i en un 41% no eren unitats familiars. En el 35,5% dels habitatges hi vivien persones soles el 19,7% de les quals corresponia a persones de 65 anys o més que vivien soles. El nombre mitjà de persones vivint en cada habitatge era de 2,37 i el nombre mitjà de persones que vivien en cada família era de 3,15.
Per edats la població es repartia de la següent manera: un 28,2% tenia menys de 18 anys, un 7,6% entre 18 i 24, un 30,7% entre 25 i 44, un 18,2% de 45 a 60 i un 15,2% 65 anys o més.
L'edat mediana era de 36 anys. Per cada 100 dones de 18 o més anys hi havia 93,2 homes.
La renda mediana per habitatge era de 24.875 $ i la renda mediana per família de 33.523 $. Els homes tenien una renda mediana de 26.719 $ mentre que les dones 16.750 $. La renda per capita de la població era de 13.057 $. Entorn del 6,2% de les famílies i el 8,6% de la població estaven per davall del llindar de pobresa.

## Poblacions més properes
El següent diagrama mostra les poblacions més properes.